# 日本友情庭園

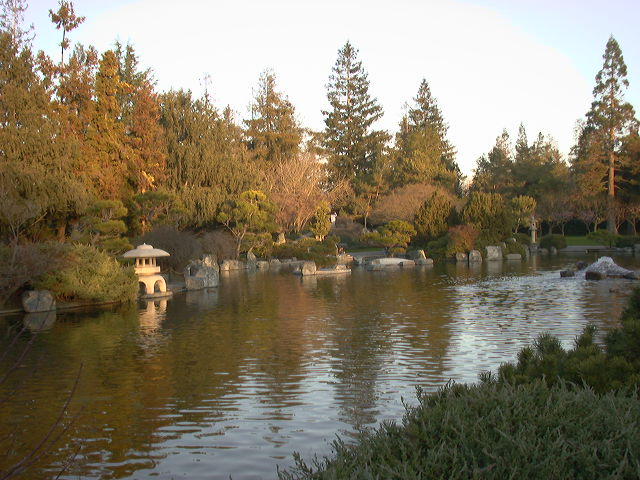
Upper pond

日本友情庭園（にほんゆうじょうていえん、英: The Japanese Friendship Garden）は、アメリカ合衆国カリフォルニア州サンノゼ市にある日本庭園。日本語では「日本友情庭園」のほか「サンノゼ友情庭園」などの表記も行われる。
ケリー・パーク (Kelley Park) 内の塀に囲まれた一角に所在する庭園で、1965年10月に開園した。サンノゼ市と日本の岡山市が姉妹都市（1957年提携）であることから、岡山市の後楽園を模した庭園となっている。園内には水面の高さの異なる3つの大きな池があり、小川でつながれている。池に放たれている鯉は、1966年に岡山市から贈られたものである。庭園には後楽園の門を模した「友情門」が岡山市民によって設置されている。